# سايمور إتش نوكس الثالث
سايمور إتش نوكس الثالث (بالإنجليزية: Seymour H. Knox III)‏ هو شخصية أعمال أمريكي، ولد في 9 مارس 1926 في بوفالو في الولايات المتحدة، وتوفي في 22 مايو 1996 في إيست أئورورا في الولايات المتحدة.